# Christine Deschamps
Christine Deschamps es una bibliotecaria francesa. Fue presidenta de la Federación Internacional de Asociaciones de Biblioteca e Instituciones (IFLA) de 1997 a 2003. En su posesión en 1997 declaró que lideraría el sector bibliotecario hacia un verdadero trabajo internacional, mucho más inclusivo para quienes el inglés no era su primera lengua. Declaró que quería que su presidencia fuera recordada como un mandato pragmático.

## Trayectoria profesional
Christine Deschamps fue la última presidenta de la IFLA que ejerció antes de que se cambiaran los estatutos de la Federación Mundial de Bibliotecarios a un modelo donde en vez de elegir al presidente, se votaría por un presidente electo dos años antes de convertirse en presidente de la Federación. Fue reelegida luego de su mandato de 4 años (1997 a 2001) para ejercer por dos años más como presidenta (2001 a 2003), donde promovió el trabajo de las bibliotecas en la era de la información global, la educación y el desarrollo de estándares.
Antes de ser presidenta de la Federación Mundial de Bibliotecarios, Christine Deschamps se desempeñó en diferentes cargos en bibliotecas universitarias parisinas y también en el Ministerio de Educación en Francia.

### Las bibliotecas y la Cumbre Mundial de la Sociedad de la Información
Christine hizo llamados para que en la Cumbre Mundial de Naciones Unidas sobre la Sociedad de la Información se reconocieran a las bibliotecas como participantes clave para cerrar la brecha digital. La brecha digital y los filtros de Internet fueron temas que trabajó durante los Congresos Mundiales de Información.
Bajo su mandato se lanzó el Primer reporte mundial sobre bibliotecas y libertad intelectual e hizo declaraciones sobre las publicaciones electrónicas y derecho de autor. Este trabajo produjo la creación de dos comités en la Federación de Bibliotecarios: el Comité sobre Copyright (Copyright and Another Legal Matters o CLM por sus siglas en inglés) y el de Libertad de Expresión y Libertad de Acceso a la información (FAIFE por sus siglas en inglés).

### Un sector bibliotecario descentralizado
Deschamps trabajó para descentralizar el poder en la Federación Internacional de Bibliotecarios (IFLA), donde mencionó que sentía "que rebalancear el poder en la organización de la IFLA es necesario porque hay mucha influencia de Europa y Norteamérica" y que los países en desarrollo deberían tener una mayor participación en la Federación.

## Premios y distinciones
- Fue reconocida como integrante honoraria de la IFLA (Honorary Fellow en inglés) en el 2003,[12] junto con Marianne Scott.
- Fue reconocida con la Orden Nacional de la Legión de Honor (en francés Chevalier de la Légion d'Honneur) en 2001, la más alta condecoración en Francia, otorgada por el presidente de dicho país, dedicando este honor a las bibliotecas.[13]

## Trabajos publicados
- European Conference of Medical Libraries. Brussels, B., Walckiers, M., & Deschamps, C. (1987). Medical libraries.

- Deschamps Christine. (1991). Interlending between academic libraries in France – A review. Interlending & Document Supply, 19(2), 35–38. doi:10.1108/02641619110154522.

- Deschamps Christine. (1991). FOUDRE – Electronic access to documents in the French academic community. Interlending & Document Supply, 19(4), 127–130. doi:10.1108/02641619110154603.

- DESCHAMPS, C. (1991). Cooperation and Networking between French Libraries. Libri, 41(4), 262.
- Deschamps, C. (1991). La normalisation. Psychologie sociale expérimentale, 87-100

- Deschamps, C. (1992). Le projet européen ION. Interlending OSI network). Bulletin d'informations de/'Association des Bibliothécaires Francais, 157, 18-19.

- Deschamps, C. (1994). The electronic library. Bielefeld conference, 1994. Libri, 44(4), 304-310. doi.org/10.1515/libr.1994.44.4.304

- Deschamps, C. (1995). Book Reviews : Feeney, Mary and Grieves, Maureen (eds) Changing information technologies: research challenges in the economics of information. 1995, London: Bowker-Saur, xviii, 366pp, £30.00. Journal of Librarianship & Information Science, 27(4), 241.

- Deschamps, C. (1998). OCLC in Europe. Journal of Library Administration, 25(2–3), 141–157. doi:10.1300/J111v25n02_14.

- Deschamps, C. (1998). Babel as a Blessing? Strategies for Communication within the World Library Community. IFLA Journal, 24(5/6), 304.

- Blanc, J. L., & Deschamps, C. (1999). Copernicus 1998: funded joint research projects, concerted actions and accompanying measures.

- Deschamps, C. (1999). Presidential Address, IFLA Bangkok Conference, August 1999. IFLA Journal, 25(5/6), 271.

- Deschamps, C. (2000). Presidential Address, IFLA Jerusalem Conference, August 2000. IFLA Journal, 26(5/6), 337. doi:10.1177/034003520002600505.

- Deschamps Christine. (2000). Electronic publishing and copyright. Interlending & Document Supply, 28(4). doi:10.1108/ilds.2000.12228daa.001.

- Deschamps, C. (2001). President’s Annual Report to the 67th IFLA Conference in Boston. IFLA Journal, 27(5/6), 297. doi:10.1177/034003520102700502.

- Deschamps, C. (2001). Can libraries help bridge the digital divide?. Nordinfo-Nytt, 24(4), 62-66.

- Deschamps, C. (2003). Round table: open access issues for developing countries. Information Services & Use, 23(2/3), 149-59.

- Deschamps, C. (2003). IFLA Report 2003. IFLA Conference Proceedings, 1–6

- Deschamps, C., & Law, D. (2009). Letters to the Editor: IFLA, Human Rights, and Social Responsibility. IFLA Journal, 35(1), 5–6. doi:10.1177/0340035208102027.